# 小錦下
小錦下（しょうきんげ）は、664年から685年まで日本で用いられた冠位である。26階中12位で上が小錦中、下が大山上である。

## 概要
天智天皇3年（664年）2月9日の冠位26階の制で、小花上と小花下の2階を小錦上、小錦中、小錦下の3階に改めて設けられた。大化3年（647年）の制度には小錦という冠位があって、大化5年（649年）に小花上と小花下に分割された経緯があり、小錦下などはその名を復活継承したものである。
天武天皇14年（685年）1月21日に冠位の命名方法が一新したときに廃止された。

## 叙位された人物
『日本書紀』の中で冠位と名前がともに判明する例を冠位ごとに数えると、小錦下が最多である。この冠位が身分的に特別視される大夫の下限であることが、史書に記される機会に影響するらしい。後の従五位下と同じである。
遣唐使では、白雉5年（654年）の大使河辺麻呂と斉明天皇5年（659年）に難破して死んだ坂合部石布がいる。
遣新羅使では、天武天皇4年（675年）に副使になった三宅入石や天武天皇10年（681年）に大使として使わされた采女竹羅がいる。同じ年には筑紫に来た新羅使金忠平をその地で饗応するために、小錦下の河辺子首が派遣された。天武天皇13年（684年）には、小錦下の高向麻呂が大使として新羅に遣わされた。
采女竹羅と同じ日に高麗に派遣された佐伯広足も小錦下で、彼は天武天皇4年（675年）にも同じ冠位で小紫の美濃王と竜田の立野で風神を祀った。
白村江の戦いの後に日本に身を寄せることになった百済の達率鬼室集斯 は、天智天皇4年（665年）に小錦下の冠位を授けられた。彼は天智天皇10年（671年）に他の亡命百済人が一斉に官位を授かったとき、同じ小錦下となった。
他にも天武天皇2年（673年）に小紫の美濃王とともに造高市大寺司になった紀訶多麻呂がいる。翌年に対馬国から初めて産出した銀を献じた忍海大国は、その功績により小錦下に叙された。久努麻呂は、天武天皇4年（675年）に天皇の怒りを買って小錦下の位を奪われた。阿曇稲敷は、天武天皇10年（681年）に、天皇が帝紀および上古の諸事を記し定めることを命じたとき、その一員になった。
天武天皇12年（683年）には、諸国の境界を確定するため、諸王五位の伊勢王に従って、小錦下の多品治と中臣大島らが巡行に出た。天武天皇13年（684年）には、三野王に従って小錦下の采女筑羅が信濃の地形を見分した。
以上は何らかの事件に付随して人名・冠位が現れたものだが、『日本書紀』の中には小錦下を授けられたことだけが記された例がある。小錦下への到達それ自体に重要性を認めたものである。天武天皇9年（680年）の朴井子麻呂、翌年の田中鍛師、柿本猨、田部国忍、高向麻呂、粟田真人、物部麻呂（石上麻呂）、中臣大島、曾禰韓犬、書智徳、さらにその翌年の舎人糠虫 がその例である。
さらに、『続日本紀』の記事から、文成覚が壬申の乱での功績により死後贈位によって小錦下になったことが知られる。尾張馬身も壬申の功臣だが、生前に小錦下になった。坂合部石敷も同じである。
- 河辺麻呂 - 白雉5年（654年）2月。遣大唐大使。
- 坂合部石布 - 斉明天皇5年（659年）7月3日見 - 同月没。遣唐使。
- 鬼室集斯 - 天智天皇4年（665年）2月叙位、同10年（671年）1月叙位。達率。
- 紀訶多麻呂 - 天武天皇2年（673年）12月17日見。造高市大寺司。
- 忍海大国 - 天武天皇3年（674年）3月7日叙位。対馬国司守。
- 久努麻呂 - 天武天皇4年（675年）4月8日見 - 同年4月14日剥奪。
- 佐伯広足 - 天武天皇4年（675年）4月10日見 - 天武天皇10年（681年）7月4日見。遣新羅大使。
- 三宅入石 - 天武天皇4年（675年）7月7日見。遣新羅副使。
- 朴井子麻呂 - 天武天皇9年（680年）7月17日叙位。
- 三宅石床 - 天武天皇9年（680年）7月23日没。大錦下を贈位。
- 難波大形（草香部大形） - 天武天皇10年（681年）1月7日叙位。前は大山上。
- 阿曇稲敷 - 天武天皇10年（681年）3月17日見。『日本書紀』編纂。
- 釆女竹羅（采女筑羅） - 天武天皇10年（681年）7月4日見 - 同13年（684年）2月28日。遣新羅大使。信濃の地形を診る。
- 河辺子首 - 天武天皇10年（681年）12月10日見。新羅使の饗応に筑紫に派遣。
- 田中鍛師 - 天武天皇10年（681年）12月29日叙位。
- 柿本猨 - 天武天皇10年（681年）12月29日叙位。
- 田部国忍 - 天武天皇10年（681年）12月29日叙位。
- 高向麻呂 - 天武天皇10年（681年）12月29日叙位 - 天武天皇13年（684年）4月20日見。遣新羅大使。
- 粟田真人 - 天武天皇10年（681年）12月29日叙位。
- 物部麻呂（石上麻呂） - 天武天皇10年（681年）12月29日叙位。
- 中臣大島 - 天武天皇10年（681年）12月29日叙位 - 天武天皇12年（683年）12月13日見。諸国の境界画定。
- 曾禰韓犬 - 天武天皇10年（681年）12月29日叙位。
- 書智徳 - 天武天皇10年（681年）12月29日叙位。
- 舎人糠虫 - 天武天皇11年（682年）1月9日叙位。前は大山上。
- 多品治 - 天武天皇12年（683年）12月13日見。諸国の境界画定。
- 文成覚 - 贈位。壬申の功臣。
- 尾張馬身